# Camaroptera brachyura
Camaroptera brachyura е вид птица от семейство Cisticolidae.

## Разпространение
Видът е разпространен в Ангола, Бенин, Ботсвана, Буркина Фасо, Бурунди, Камерун, Централноафриканската република, Чад, Демократична република Конго, Република Конго, Кот д'Ивоар, Джибути, Екваториална Гвинея, Еритрея, Етиопия, Габон, Гамбия, Гана, Гвинея, Гвинея-Бисау, Кения, Либерия, Малави, Мали, Мавритания, Мозамбик, Намибия, Нигер, Нигерия, Руанда, Сенегал, Сиера Леоне, Сомалия, Южна Африка, Южен Судан, Судан, Свазиленд, Танзания, Того, Уганда, Замбия и Зимбабве.